# زبان آرچی
زبان آرچی زبانی است از خانوادهٔ زبان‌های قفقازی شمال شرقی در جنوب داغستان در کشور روسیه در روستای آرچیب و شش روستای کوچ‌تر پیرامون آن میان آرچی‌ها استفاده می‌شود. 